# Veit Stoss

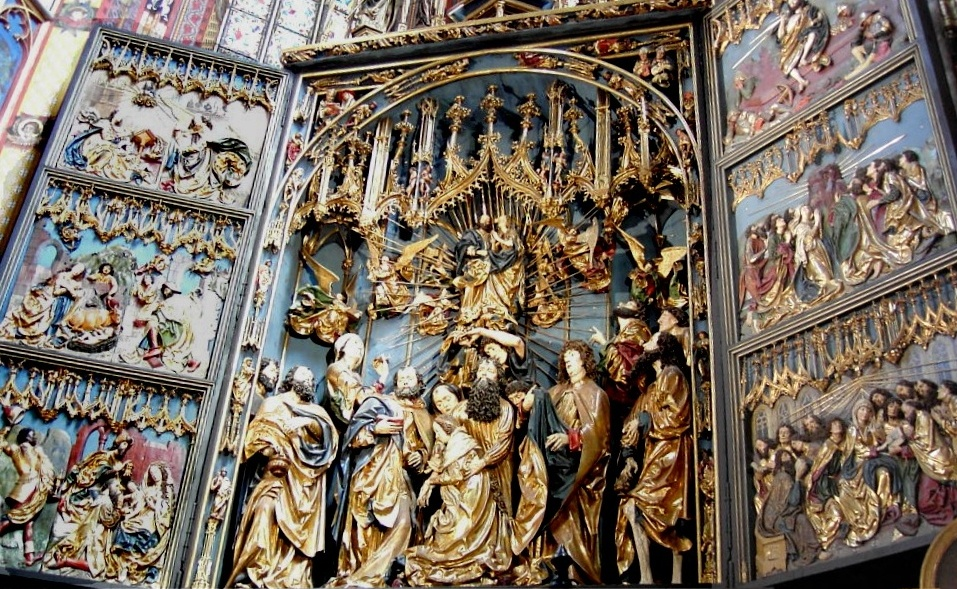
Le retable de Cracovie

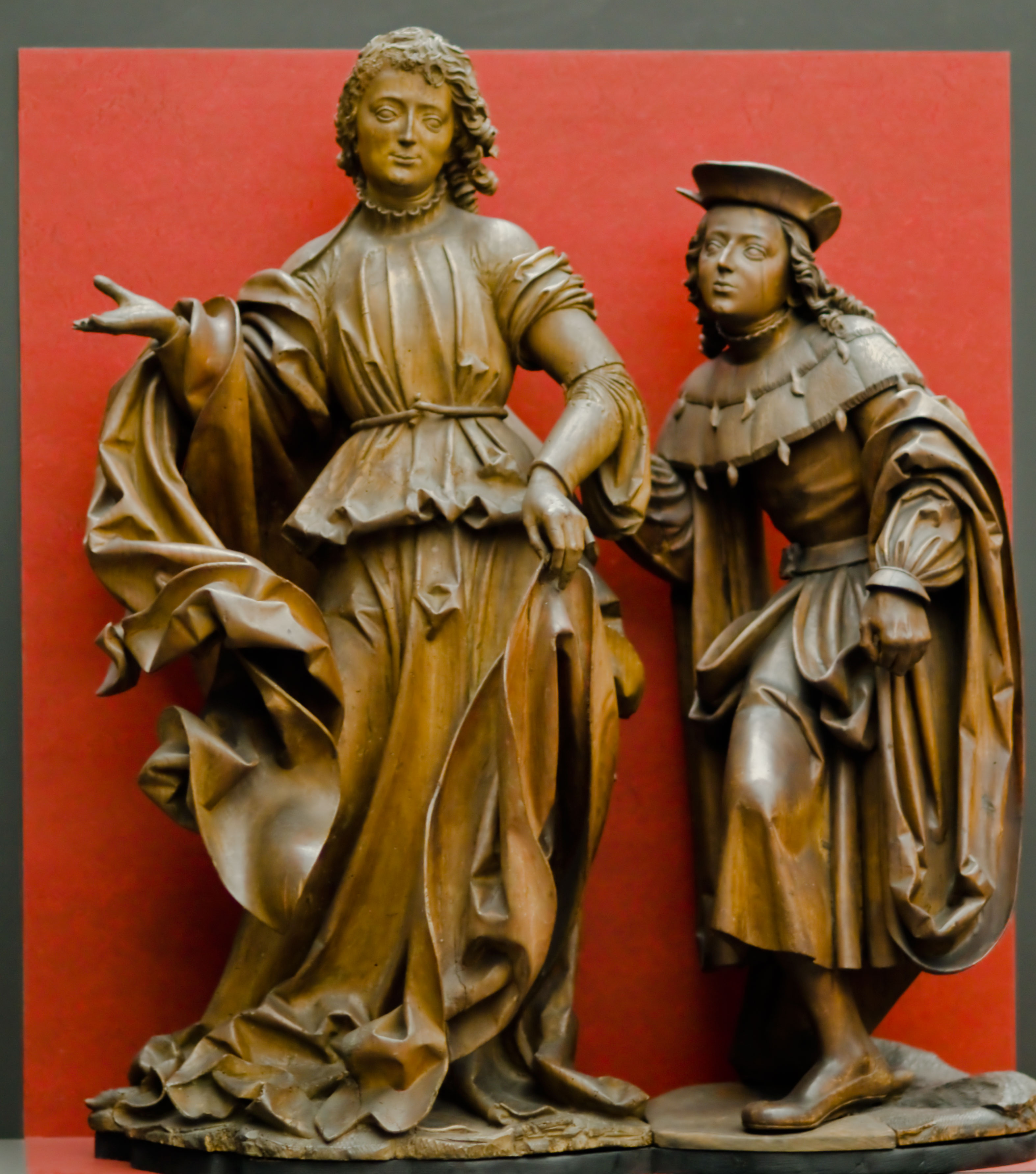
L'Archange Raphaël et Tobias, Musée national germanique, Nuremberg

Veit Stoss (en polonais : Wit Stwosz ; né vers 1448 à Horb am Neckar et mort en 1533 à Nuremberg) est l'un des plus importants sculpteurs du gothique tardif.

## Biographie
D'origine probablement souabe, Veit Stoß est actif en Pologne dans les années 1470 à 1490. Il tient son atelier à Cracovie, en travaillant pour le patriciat de la ville (le retable en bois polychrome de la basilique Sainte-Marie de Cracovie). Il travaille aussi pour la Cour des Jagellon : le gisant en marbre rouge du roi de Pologne Casimir IV Jagellon dans la chapelle Sainte-Croix de la basilique-cathédrale Saints-Stanislas-et-Venceslas de Cracovie du Wawel et pour les dignitaires de l'Église : le gisant en marbre du primat de Pologne, archevêque de Gniezno Zbigniew Oleśnicki dans la primatiale de Gniezno, celui de l'évêque de Włocławek, Pierre de Bnin (Piotr z Bnina) et l'épitaphe en bronze de l'humaniste italien au service des rois de Pologne, Filippo Buonaccorsi, dans le couvent des dominicains (église Sainte-Croix) à Cracovie (vers 1496). 
Il se réinstalle en Allemagne, à Nuremberg à partir de 1496. Sur le chemin du retour, sa femme meurt. Il se retrouve victime d'un escroc et, lors du procès qui s'ensuit, il est condamné à avoir les deux joues marquées au fer rouge.

## Œuvres
- Retable de la Basilique Sainte-Marie de Cracovie, 1477-1489, bois polychrome, h. 13,1 m.
- Salut de l'Ange, Église Saint-Laurent, Nuremberg

## Hommage cinématographique
Le film polonais de 1961 intitulé La Pantoufle dorée prend pour décor principal, la basilique Sainte-Marie de Cracovie. Il met en scène un jeune sculpteur qui travaille à l'édification du retable gothique, sous la houlette du maître Veit Stoss. La cérémonie devant le roi Casimir IV Jagellon y est figurée.